# Ice Nine Kills
Ice Nine Kills is een Amerikaanse metalcoreband uit Boston die in 2002 werd opgericht. Ze staan bekend om hun op horrorfilms geïnspireerde muziek.

## Geschiedenis
De band startte in 2002 met schoolvrienden Spencer Charnas en Jeremy Schwartz. Aanvankelijk speelde men ska-punk, maar in latere jaren verschoof dit richting metalcore, heavy metal en melodieuze hardcoremuziek. Charnas is het enige oorspronkelijke lid van de band.
De band heeft drie ep's en vijf studioalbums uitgebracht. Hun debuutalbum Last Chance to Make Amends kwam uit in 2006.
De bandnaam is afgeleid van een fictief goedje uit de roman Cat's Cradle.

## Bandleden
- Spencer Charnas - zang, keyboards
- Rick Armellino - gitaar, zang, keyboards
- Dan Sugarman - gitaar, zang
- Joe Occhiuti - basgitaar, zang, keyboards
- Patrick Galante - drums

## Discografie

### Studioalbums
- Last Chance to Make Amends (2006)
- Safe Is Just a Shadow (2010)
- The Predator Becomes the Prey (2014)
- Every Trick in the Book (2015)
- The Silver Scream (2018)
- The Silver Scream 2: Welcome to Horrorwood (2021)

### Ep's
- The Burning (2007)
- 2 Song Acoustic (2009)
- The Predator (2013)

### Singles
- "The Product of Hate" (2013)
- "The Power in Belief" (2014)
- "Me, Myself & Hyde" (2015)
- "Enjoy Your Slay" (2017)
- "The American Nightmare" (2018)
- "Thank God It's Friday" (2018)
- "A Grave Mistake" (2018)
- "Savages" (2019)
- "Hip To Be Scared (ft. Jacoby Shaddix)" (2021)
- "Assaults & Batteries" (2021)
- "Rainy Day" (2021)
- "Funeral Derangements" (2021)
- "A Work of Art" (2024)